# Ali Pala
Hüseyin Ali Pala (* 9. April 1990 in Backnang) ist ein deutscher Fußballspieler.

## Karriere
Pala hatte in der Jugend zunächst für den FC Victoria Backnang gespielt, ehe er sich der Jugend des VfB Stuttgart anschloss. Später wechselte er zum Stadtrivalen Stuttgarter Kickers. Nachdem er bereits erste Spiele für die zweite Mannschaft der Kickers in der Oberliga Baden-Württemberg absolviert hatte, kehrte er 2008 zur Jugend des VfB Stuttgart zurück.
Während er als A-Jugendlicher mit dem VfB-Nachwuchs Südmeister der U-19-Bundesliga 2009/10 wurde, gab Pala sein Profidebüt in der 3. Profi-Liga am 29. Juli 2009 am zweiten Spieltag der Saison 2009/10 für die zweite Mannschaft des VfB im Spiel gegen den 1. FC Heidenheim 1846.
Zur Saison 2010/11 wechselte Pala erneut zu den Stuttgarter Kickers. In der Spielzeit 2011/12 stieg er mit dem Kickers als Meister der Regionalliga Süd in die 3. Liga auf. Er kam jedoch verletzungsbedingt nur zu wenig Einsätzen und sein Vertrag wurde nach dem Aufstieg nicht verlängert.
Nach einem halben Jahr ohne Verein schloss er sich im Januar 2013 der SG Sonnenhof Großaspach an. Im Januar 2014 ging er zu Turgutluspor.